# Clussais-la-Pommeraie
Clussais-la-Pommeraie ist eine französische Gemeinde mit 571 Einwohnern (Stand: 1. Januar 2022) im Département Deux-Sèvres in der Region Nouvelle-Aquitaine (vor 2016 Poitou-Charentes). Sie gehört zum Arrondissement Niort und zum Kanton Melle.

## Geographie
Clussais-la-Pommeraie liegt etwa 47 Kilometer ostsüdöstlich von Niort. Umgeben wird Clussais-la-Pommeraie von den Nachbargemeinden Saint-Coutant und Sainte-Soline im Norden, Sauzé-entre-Bois im Nordosten und Osten, Mairé-Levescault im Osten und Südosten, La Chapelle-Pouilloux und Melleran im Süden, Alloinay im Südwesten sowie Saint-Vincent-la-Châtre im Westen und Nordwesten.

## Bevölkerungsentwicklung
| Jahr                       | 1962 | 1968 | 1975 | 1982 | 1990 | 1999 | 2006 | 2019 |
| Einwohner                  | 872  | 815  | 724  | 652  | 664  | 637  | 616  | 586  |
| Quellen: Cassini und INSEE |      |      |      |      |      |      |      |      |

## Sehenswürdigkeiten
- Kirche Notre-Dame aus dem 12./13. Jahrhundert, Monument historique

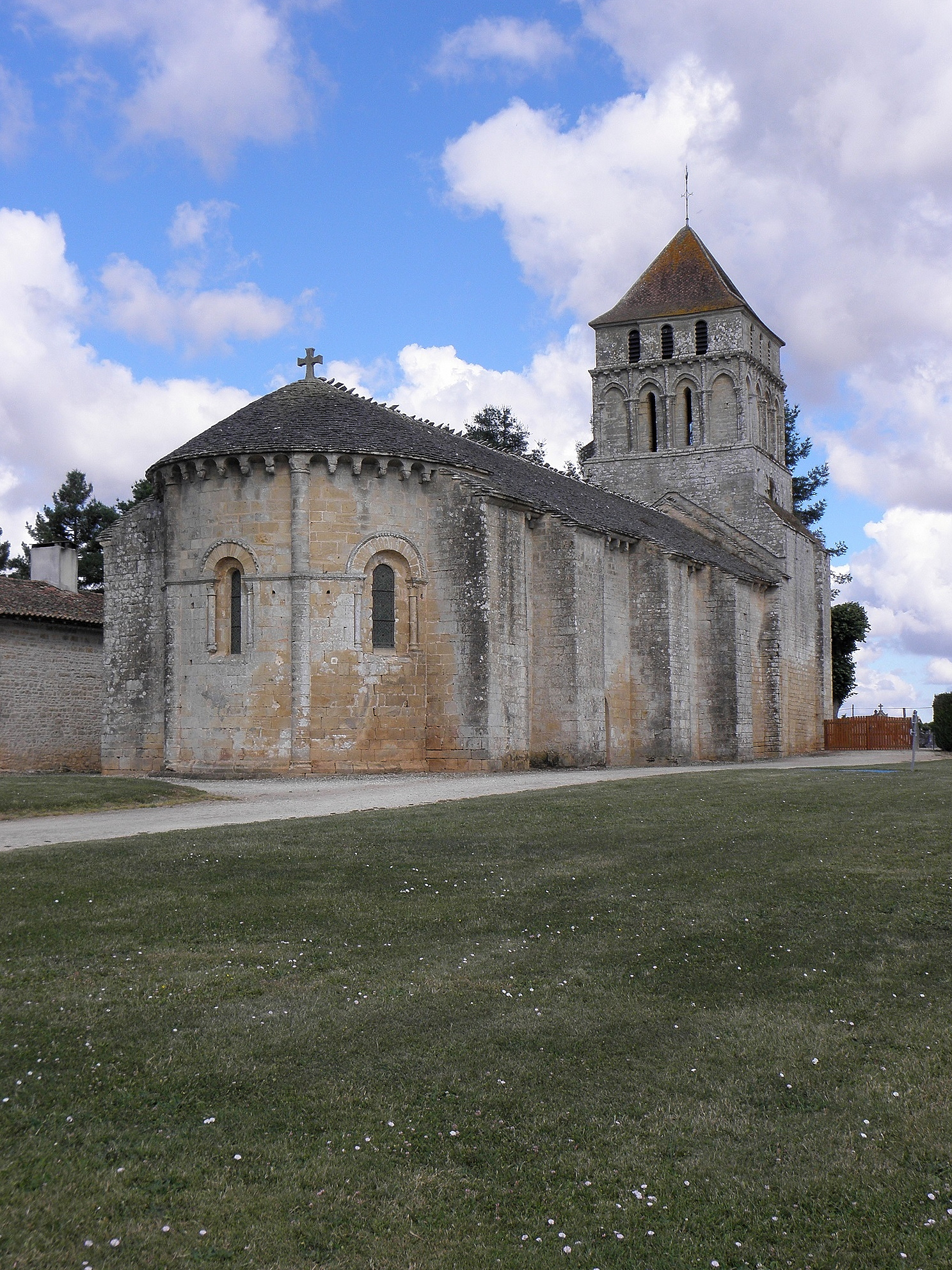
Kirche Notre-Dame